# Национальная волейбольная ассоциация
Национальная волейбольная ассоциация (анг.-National Volleyball Association) - ежегодное соревнование по волейболу среди мужских команд в США. Проводится с 2017 года. Штаб-квартира лиги находится в городе Коста-Меса, штат Калифорния.

## История
В 2017 году объявлено об образовании мужской профессиональной волейбольной лиги — Национальной волейбольной ассоциации (NVA). В лигу входят 12 команд (в том числе одна из Пуэрто-Рико), разделённых на две конференции — Национальную и Американскую. Регулярный сезон продолжается с марта по июль (август), в ходе которого каждая команда проводит по 10 матчей (7 — с командами своей конференции, 3 — с командами другой конференции). 8 лучших команд (по 4 из каждой конференции) выходят в плей-офф и далее в одном городе определяют призёров чемпионата. Пары плей-офф проводят по одному матчу.

## Команды
В чемпионате NVA 2023 года приняли участие 12 команд:
- Национальная конференция — «Чикаго Антачеблс» (Чикаго), «Лос-Анджелес Блейз» (Лос-Анджелес), «Техас Тайрентс» (Льюисвилл), «Орэндж Каунти Станнерс» (Коста-Меса), «Тим Фридом» (Фэрфилд), «Пуэрто-Рико Пайтонс» (Сан-Хуан, Пуэрто-Рико).
- Американская конференция — «Сан-Диего Уайлд» (Сан-Диего), «Филадельфия Фаундерс» (Филадельфия), «Юта Стингерс» (Солт-Лейк-Сити), «Лас-Вегас Рамблерс» (Лас-Вегас), «Онтарио Матадорс» (Ранчо-Кукамонга), «Саутерн Эскпосьюр» (Гейнсвилл).

Плей-офф прошёл в Лонг-Биче (Калифорния). Чемпионский титул выиграл «Орэндж Каунти Станнерс», победивший в финале «Сан-Диего Уайлд» 3:0. 3-е место занял «Техас Тайрентс».

### Призеры NVA
| Сезон | 1-е место                             | 2-е место                             | 3-е место                             |
| ----- | ------------------------------------- | ------------------------------------- | ------------------------------------- |
| 2018  | «Тим Пайнэппл» (Ангола)               | «Аризона Сиззл» (Финикс)              | «Чикаго Айсмэн» (Чикаго)              |
| 2019  | «Нью-Йорк Легион» (Олбани)            | «Тим Пайнэппл» (Ангола)               | «Орэндж Каунти Станнерс» (Коста-Меса) |
| 2020  | «Юта Стингерс» (Солт-Лейк-Сити)       | «Орэндж Каунти Станнерс» (Коста-Меса) | «Лас-Вегас Рамблерс» (Лас-Вегас)      |
| 2021  | «Орэндж Каунти Станнерс» (Коста-Меса) | «Лас-Вегас Рамблерс» (Лас-Вегас)      | «Юта Стингерс» (Солт-Лейк-Сити)       |
| 2022  | «Лас-Вегас Рамблерс» (Лас-Вегас)      | «Орэндж Каунти Станнерс» (Коста-Меса) | «Техас Тайрентс» (Льюисвилл)          |
| 2023  | «Орэндж Каунти Станнерс» (Коста-Меса) | «Сан-Диего Уайлд» (Сан-Диего)         | «Техас Тайрентс» (Льюисвилл)          |
| 2024  | чемпионат отменён                     | чемпионат отменён                     | чемпионат отменён                     |
| 2025  | чемпионат отменён                     | чемпионат отменён                     | чемпионат отменён                     |